# Ethos
Pour les articles homonymes, voir Ethos (homonymie).
 (octobre 2019).
Si vous disposez d'ouvrages ou d'articles de référence ou si vous connaissez des sites web de qualité traitant du thème abordé ici, merci de compléter l'article en donnant les références utiles à sa vérifiabilité et en les liant à la section « Notes et références ».
L’éthos (ou ethos, du grec ancien ἦθος ễthos, « coutume ») désigne d'abord le lieu familier, la demeure d'un individu, mais aussi  le caractère habituel, la manière d'être, l’ensemble des habitudes d'une personne. Il se rapproche du comportement. 
Pour les Grecs, les « arts » (μιμητικαὶ τέχναι mimêtikaì tékhnai), comme la musique, la danse, les arts visuels, la tragédie ou la comédie imitent des éthos. C'est ce qu'explique Aristote dans la Poétique et dans la Politique (livre VIII).

## Rhétorique
Pour l’art rhétorique, l’éthos est l'image que le locuteur donne de lui-même à travers son discours. Il s’agit essentiellement pour lui d’établir sa crédibilité par la mise en scène explicite ou implicite (au moyen de marqueurs discursifs et de métaphores) de qualités morales comme la vertu, la bienveillance ou la magnanimité. Tout acte (discursif ou non) qui contribue à rendre manifeste un tempérament ou des traits de caractère participe de l’éthos.
L’éthos représente le style que doit prendre l’orateur pour capter l’attention et gagner la confiance de l’auditoire, pour se rendre crédible et sympathique. Il s'adresse à l'imagination de l'interlocuteur. Aristote définit le bon sens, la vertu et la bienveillance comme étant les éléments favorisant la confiance en l’orateur. Ces trois notions ont été diversement traduites et complétées au cours des siècles.
L’éthos s’oppose au logos, qui représente la logique, le raisonnement et le mode de construction de l’argumentation et s’adresse à l’esprit rationnel de l’interlocuteur, ainsi qu’au pathos, qui s’adresse à sa sensibilité — ses tendances, passions, désirs, sentiments, émotions. L’orateur cherche à faire ressentir à l’auditoire des passions : la colère, l’amour, la pitié, l’émulation, etc. De son côté, il ne doit pas se départir de son calme, de son rôle de sage. L'éthos et le pathos cherchent à séduire l’auditoire.
Des chercheurs incluent dans la notion de construction discursive celle liée au paraître. Ils  considèrent que l’ethos repose autant sur ce que dit le locuteur que sur le ton qu’il emploie et l’usage qu’il fait de son corps.
S'inspirant de la rhétorique aristotélicienne, Roland Barthes liait l’éthos à l’émetteur, le pathos au récepteur et le logos au message. 
La notion d’ethos devient, à partir du XIXe siècle, un concept d’analyse des comportements moraux et sociaux en sciences sociales.